# Мирослав Ирчан
Миросла́в Ирча́н (укр. Мирослав Ірчан, настоящее имя Андрей Дмитриевич Бабюк (укр. Андрій Дмитрович Баб'юк); 1897—1937) — украинский поэт, прозаик, публицист, драматург, переводчик, литературовед, журналист, историк, издатель.

## Биография
Андрей Бабюк родился в бедной крестьянской семье. Окончил сельскую школу, затем 6 классов Коломыйской гимназии, а в 1914 году — учительскую семинарию во Львове.
Во время Первой мировой войны служил подхорунжим в корпусе сечевых стрельцов в составе австро-венгерской армии, был редактором газеты «Стрелец». В 1919 году в Каменце-Подольском в библиотеке «Стрельца» издал свои впечатления очевидца «Махно и махновцы».
В феврале 1921 года вместе с Первой галицкой бригадой перешёл на сторону Красной Армии. Член КП(б)У (1920). К концу войны был на фронте как председатель редакционной коллегии и комиссар агитпоезда, редактировал газету для крестьянства «Большевик».
Весной 1921 года переехал в Киев и в течение двух лет (1921—1922) работал лектором в школе красных старшин, одним из редакторов журнала «Галицкий коммунист», активно печатался в прессе.
В течение 1922—1923 лет жил в Праге, учился в Карловом университете. В октябре 1923 года уехал в Канаду, печатался в местной украинской прессе, редактировал массовые украинские журналы «Работница» и «Мир молодёжи», был секретарём заокеанского филиала Союза пролетарских писателей «Гарт».
Летом 1932 вернулся в Харьков, возглавлял литературную организацию «Западная Украина».
28 декабря 1933 года после длительного разговора с П. Постышевым в помещении ЦК КП(б)У арестован за принадлежность к националистической украинской контрреволюционной организации. 28 марта 1934 года осуждён судебной «тройкой» и Коллегией ГПУ на 10 лет концлагерей.
Наказание отбывал в Карелии (4-е отделение Беломорско-Балтийского комбината), затем на Соловках. Здесь вместе с Лесем Курбасом принимал участие в работе над спектаклями «Свадьба Кречинского» А. Сухово-Кобылина, «Аристократы» Н. Погодина, «Интервенция» Л. Славина, «Ученик дьявола» Бернарда Шоу и др.
9 октября 1937 года судебная «тройка» УНКВД Ленинградской области пересмотрела дело и приговорила Ирчана к расстрелу. Приговор исполнен 3 ноября 1937 года.
Произведения Ирчана были запрещены, а уже отпечатанные изъяты из библиотек. Ирчан реабилитирован посмертно 3 апреля 1956 года.

## Творчество
С семи лет стал сочинять песни. Дебютировал рассказом «Встреча» в венской газете «Свобода» от 30 октября 1914 года. Первый сборник новелл «Смех Нирваны» вышел во Львове в 1918 году, подписанный настоящим именем автора.
Автор пьес «Бунтарь» (1921), «Безработные» (1922), «Двенадцать», «Семья щёточников» (обе — 1923), «Бывшие люди» (1925), «Малые кузнецы», «Подземная Галиция» (обе — 1926), «Радий» («Яд», 1928), «Плацдарм» (1931). Автор фельетона «Каменецкое воскресенье (Впечатление)» — опубликован 11 сентября 1921 года в газете «Красная правда» (Каменец-Подольский).